# ستيفن مايكل كيسادا
ستيفن مايكل كيسادا (بالإنجليزية: Steven Michael Quezada)‏ مواليد 15 فبراير 1963 في ألباكركي، نيومكسيكو، الولايات المتحدة، هو ممثل أمريكي.

## روابط خارجية
- ستيفن مايكل كيسادا على موقع IMDb (الإنجليزية)
- ستيفن مايكل كيسادا على موقع قاعدة بيانات الفيلم (الإنجليزية)